# Эльтериш-каган
Эльтериш-каган (кит. упр. 颉跌利施可汗, пиньинь xiedielishikehan, устар), личное имя — Кутлуг (кит. упр. 阿史那骨篤祿, пиньинь ashinagudulu — Ашина Гудулу) — каган Восточно-тюркского каганата с 682 по 693 год. В 682—687 восточные тюрки во главе с Кутлугом одержали победу в гражданской войне против Китая и заново воссоздали своё государство, которое историки обычно обозначают как «Второй тюркский каганат». Как отмечается в письменах Кюль-тегина, Кутлугу было нелегко укрепить своё государство. Он совершил 47 походов против Китая и других внешних врагов. В 20-ти из них тюркская армия одержала победы. Отец Кутлуга Ашина также возглавлял своё племя в походах. Кутлуг был удостоен титула «Эльтериш бильге каган», что означает «Мудрый правитель, объединивший свой народ».

## Правление
Ильтерис-каган был родственником Кат Иль-хан Багадур-шада. Он был князем в роде Ханьли-Юаньин (по танскому разделению в округе Юньчжун), получил тюркский титул тутуня — «офицера».
Остатки восставших тюрок добрались до гор Цзунцайшань и построили городок Хэйшачен, их было около 5 000 человек. Видимо, Кутлуг присоединил хи к своему войску. Вскоре он начал войну с Уйгурами-хойху. Девять родов уйгуров было разгромлено, тюрки добыли много лошадей и Кутлуг объявил себя Ильтерис-каганом.
Своих братьев он сделал князьями: Мочура шатом, а Тюзиль-бека (Дусифу) ягбу. В землях покорённых тюрок Ван Бэньли (имперский чиновник) проводил перепись населения, заодно он арестовал старейшину Ашидэ Юаньчженя (руководитель восстания 679 года). Ильтерис-каган стал нападать на прокитайских тюрок. В Онгинской надписи Капаган кагана упомянуто, что семь вождей «огузов» были врагами Ильтерис-кагана, а другие тюрки были преданы ему. Число противников Эльтериша выросло до 9 племён и тюрки молились Небу, чтобы кагану не быть пойманным, и народ сплотился вокруг кагана. Ашидэ Юаньчжень попросил разрешения выступить против Ильтерис-кагана. Он получил разрешение, но вместо войны с каганом — присоединился к нему. Теперь к Ильтерис-кагану стали стекаться тюркские воины.
Эльтериш стал нападать: на китайских тюрок, на Винчжоу, на Ланьчжоу, где убили губернатора Ван Дэмэу, на Динчжоу в 683. Князь Юань Гуй сумел отбить нападение, но тюрки атаковали Гуйчжоу и убили Чжан Хйншы — военного наместника в землях тюрок. В Юйчжоу был убит губернатор Ли Сыкянь. Цуй Чжибянь, командующий в Фынчжоу попал в плен.
Чен Вутьхин был назначен «умиротворителем», ему было поручено обезопасить северную границу. В 684—689 тюрки не переставали атаковать Шочжоу и Дайчжоу. Шуньюй Кяньпьхин решил атаковать тюрок с тыла: в горах Цзунцайшань. Около Синьчжоу тюрки напали на него, и после кровопролитного сражения, китайцы отступили, потеряв 5 000 человек. Хэйчы Чанчжи выбил тюрок из захваченного ими Чанпина в 687. У Шочжоу тюрки были вторично разбиты и бежали в степь. Цуань Баоби положился на разведку: выяснив расположение тюрок, он решил неожиданным броском напасть на них. В последний момент тюрки обнаружили его войско и разбили их.
Ашидэ Юаньчжень отправился в поход против тюргешей и погиб на войне. В 693 Эльтриш-каган умер. Мочур «Капаган каган» захватил престол.